# 霍普韋爾 (新澤西州)
霍普韋爾（英語：Hopewell）是位於美國新澤西州默瑟縣的自治市鎮。

## 人口
根據2020年美國人口普查的數據，霍普韋爾的面積為1.87平方千米，皆為陸地。當地共有人口1918人，而人口密度為每平方千米1,026人。